# Jaime Rodríguez-Sacristán Cascajo
Jaime Rodríguez-Sacristán Cascajo es un abogado español. Fue nombrado presidente del Real Betis Balompié en consejo de administración de fecha de 1 de octubre de 2010 tras la dimisión de su predecesor José León Gómez y permaneció en el cargo hasta el 13 de diciembre de 2010.

## Biografía
Es abogado especializado en derecho mercantil. Fue consejero jurídico del Real Betis Balompié desde 1999 hasta 2006 cuando ocupó el cargo de consejero secretario. El 1 de octubre de 2010 fue nombrado presidente del Real Betis Balompié siendo su último acto oficial la inauguración de la Ciudad Deportiva "Luis del Sol".  
- Datos: Q5925307